# زبان تاتاری سیبری
زبان تاتارهای سیبری (انگلیسی: Siberian Tatar language) یکی از زبان‌های ترکی است که تاتارهای سیبری در غرب سیبری در روسیه به آن سخن می‌گویند. این زبان حدود ۱۰۰ هزار نفر گویشور دارد و از زبان‌های است که در خطر نابودی و انقراض قرار دارد.